# Xbox
Microsoft Xbox je igraća konzola koju je razvila američka tvrtka Microsoft. Ova konzola puštena je u prodaju 15. studenog 2001. (SAD), i napravljena je kao odgovor Microsofta japanskoj dominaciji u ovom tržištu. Sa Xboxom je dolazio "Nuke" upravljač. Taj nadimak je dobio jer je bio veoma nezgrapan. Microsoft ga je zamijenio s onim koji je bio namijenjen za japansko tržište. Ime dolazi od "DirectXbox".
Najprodavanija igra je Halo 2 (8,46 milijuna prodanih primjeraka).  

## Inačice
- Xbox
- Xbox 360
- Xbox One
- Xbox Series X i Series S

## Vanjske poveznice
- Službena stranica